# Tóth Vivien (író)
Tóth Vivien (Budapest, 1994. július 17. –) író, költő, drámaíró.

## Életrajz
Budapesten nőtt fel. A Kőrösi Csoma Sándor Általános Iskola és Gimnázium 2013-as elvégzését követően a Szent István Egyetem közgazdász szakán végzett. 
19 éves kora óta publikál. Prózái és versei megjelentek az Élet és Irodalomban, a Literán, a Népszava irodalmi mellékletében, a Nyitott mondatban, a Műútban és az Irodalmi Jelenben. 2020 szeptemberében volt első önálló színházi előadásának bemutatója a Három Holló Kávéházban. A Nincs című előadásban etűdszerű jeleneteket láthattunk, a novelláiból összeválogatva. 2021-ben jelent meg az Athenaum Kiadó gondozásában A világot szétszerelni – Nem lehetséges történetek című antológia, amiben Az Indián című novellája szerepel. 2023-ban jelent meg a Jelenkor Kiadó és a Vates gondozásában a Felhajtóerő című versantológia, amiben a Maros mozi című verse szerepel. Ebből a műből készült versfilmje Kecskeméti Balázs társrendezésében, amivel elnyerték 2022-ben a Bujtor István Filmfesztivál versfilm kategóriának fődíját, illetve a kisfilmet beválogatták a berlini Zebra Poetry Film Festival programjába.

## Művei

### Antológia
- A világot szétszerelni – Nem lehetséges történetek, Athenaeum Kiadó, 2021
- Felhajtóerő, Jelenkor Kiadó, 2023